# Type 032 T
La Type 032 T est une classe de locomotives à vapeur, faisant partie des Chemins de fer du Midi, encore en service lors de la formation du SNCF. Elles porteront plusieurs désignations pendant leurs carrières (Midi 312 → PO-Midi 032-312 → SNCF 4-032.TA.312).

## Historique
Au service avec le Midi, elles font partie des locomotives de la classe Midi 032, numéros 308-344. Construites par Emil Kessler de Maschinenfabrik Esslingen, avec une livraison entre 1855-1858, le chemin de fer fera plusieurs révisions du matériel. Citons des freins Westinghouse, une cabine complète et une nouvelle chaudière qui seront installés sur la moitié du parc.
Les locomotives 312, 316 et 329 deviennent les 4.032 TA 312, 316 et 329 auprès de la SNCF, œuvrant des dépôts de Mende et de Sévrac. Elles seront rayées des effectifs en 1940. Un exemplaire de ce type, « L’Adour » est préservée à la Cité du train, modèle sans cabine.